# Charles Rahi Chun
Charles Rahi Chun (28 febbraio 1967) è un attore statunitense.

## Filmografia parziale

### Cinema
- Giochi pericolosi (Pentathlon), regia di Bruce Malmuth (1994)
- Beverly Hills Cop III - Un piedipiatti a Beverly Hills III (Beverly Hills Cop III), regia di John Landis (1994)
- Scemo & più scemo (Dumb and Dumber), regia di Peter Farrelly (1994)
- Black Dawn - Alba nera (Black Dawn), regia di John De Bello (1997)
- Mission: Impossible III, regia di J. J. Abrams (2006) - non accreditato
- Next, regia di Lee Tamahori (2007)
- The Haunting of Molly Hartley, regia di Mickey Liddell (2008)
- Scary or Die, registi vari (2012)
- The Interview, regia di Evan Goldberg e Seth Rogen (2014)

### Televisione
- Un detective in corsia (Diagnosis: Murder) – serie TV, 2 episodi (1996)
- Star Trek: Deep Space Nine – serie TV, 1 episodio (1996)
- Febbre d'amore (The Young and the Restless) – soap opera, 7 puntate (1996-2004)
- Scrubs - Medici ai primi ferri (Scrubs) – serie TV, 21 episodi (2001-2009)
- General Hospital – soap opera, 7 puntate (2003-2011)
- Night Stalker – serie TV, 2 episodi (2005-2006)
- Detective Monk (Monk) – serie TV, episodio 5x06 (2006)
- Castle – serie TV, episodio 2x09 (2009)

## Doppiatori italiani
- Fabrizio Russotto in Castle